# Streekbelangen
Streekbelangen is een lokale politieke partij in de Nederlandse gemeente Stichtse Vecht en is in 2010 ontstaan uit een fusie tussen twee partijen: Streekbelangen93 (uit de toenmalige gemeente Breukelen) en Streekbelangen/NigtevechtPlus (uit de toenmalige gemeente Loenen). 
Op 24 november 2010 zijn in de gemeente Stichtse Vecht na een herindeling van de voormalige gemeenten Breukelen, Loenen en Maarssen  uitgestelde verkiezingen gehouden waarna Streekbelangen met 2 raadszetels in de gemeenteraad van Stichtse Vecht kwam.
In april 2013 heeft "Maarssen Natuurlijk!" (een van oorsprong uit de toenmalige gemeente Maarssen afkomstige partij) zich bij Streekbelangen aangesloten. Maarssen Natuurlijk! maakte met 1 zetel deel uit van de gemeenteraad Stichtse Vecht, waardoor Streekbelangen vanaf april 2013 met 3 raadszetels in de gemeenteraad zat.
Bij de gemeenteraadsverkiezingen in 2018 heeft Streekbelangen 3 raadszetels behaald.    